# Championnat du monde de vitesse moto 1992
Navigation
Édition précédente Édition suivante
Le Championnat du monde de vitesse moto 1992 est la 44e saison de vitesse moto organisée par l& FIM.
Ce championnat comporte treize courses de Grand Prix, pour trois catégories : 500 cm3, 250 cm3 et 125 cm3.

## Attribution des points
Le système d'attribution des points change. Attribués précédemment aux quinze premiers, des points sont attribués pour cette saison aux dix premiers de chaque course :
| Classement | 1  | 2  | 3  | 4  | 5 | 6 | 7 | 8 | 9 | 10 |
| ---------- | -- | -- | -- | -- | - | - | - | - | - | -- |
| Points     | 20 | 15 | 12 | 10 | 8 | 6 | 4 | 3 | 2 | 1  |

| Classement | 1  | 2  | 3  | 4  | 5  | 6  | 7 | 8 | 9 | 10 | 11 | 12 | 13 | 14 | 15 |
| ---------- | -- | -- | -- | -- | -- | -- | - | - | - | -- | -- | -- | -- | -- | -- |
| Points     | 20 | 17 | 15 | 13 | 11 | 10 | 9 | 8 | 7 | 6  | 5  | 4  | 3  | 2  | 1  |

## Grand Prix de la saison
| N° | Course                        | Lieu          | Vainqueur 125 cm3   | Vainqueur 250 cm3   | Vainqueur 500 cm3 | Résultat |
| -- | ----------------------------- | ------------- | ------------------- | ------------------- | ----------------- | -------- |
| 1  | Grand Prix du Japon           | Suzuka        | Ralf Waldmann       | Luca Cadalora       | Michael Doohan    | Résultat |
| 2  | Grand Prix d'Australie        | Eastern Creek | Ralf Waldmann       | Luca Cadalora       | Michael Doohan    | Résultat |
| 3  | Grand Prix de Malaisie        | Shah Alam     | Alessandro Gramigni | Luca Cadalora       | Michael Doohan    | Résultat |
| 4  | Grand Prix d'Espagne          | Jerez         | Ralf Waldmann       | Loris Reggiani      | Michael Doohan    | Résultat |
| 5  | Grand Prix d'Italie           | Mugello       | Ezio Gianola        | Luca Cadalora       | Kevin Schwantz    | Résultat |
| 6  | Grand Prix d'Europe           | Catalunya     | Ezio Gianola        | Luca Cadalora       | Wayne Rainey      | Résultat |
| 7  | Grand Prix d'Allemagne        | Hockenheim    | Bruno Casanova      | Pierfrancesco Chili | Michael Doohan    | Résultat |
| 8  | Grand Prix des Pays-Bas       | Assen         | Ezio Gianola        | Pierfrancesco Chili | Álex Crivillé     | Résultat |
| 9  | Grand Prix de Hongrie         | Hungaroring   | Alessandro Gramigni | Luca Cadalora       | Eddie Lawson      | Résultat |
| 10 | Grand Prix de France          | Magny-Cours   | Ezio Gianola        | Loris Reggiani      | Wayne Rainey      | Résultat |
| 11 | Grand Prix de Grande-Bretagne | Donington     | Fausto Gresini      | Pierfrancesco Chili | Wayne Gardner     | Résultat |
| 12 | Grand Prix du Brésil          | Interlagos    | Dirk Raudies        | Luca Cadalora       | Wayne Rainey      | Résultat |
| 13 | Grand Prix d'Afrique du Sud   | Kyalami       | Jorge Martínez      | Max Biaggi          | John Kocinski     | Résultat |

## Résultats de la saison

### Championnat 1992 catégorie500cm3
| Clas. | Pilote         | N° | Pays       | Constructeur        | Points | Victoires |
| ----- | -------------- | -- | ---------- | ------------------- | ------ | --------- |
| 1     | Wayne Rainey   | 1  | États-Unis | Marlboro-Yamaha     | 140    | 3         |
| 2     | Michael Doohan | 2  | Australie  | Rothmans-Honda      | 136    | 5         |
| 3     | John Kocinski  | 4  | États-Unis | Marlboro-Yamaha     | 102    | 1         |
| 4     | Kevin Schwantz | 34 | États-Unis | Lucky Strike-Suzuki | 99     | 1         |
| 5     | Doug Chandler  | 10 | États-Unis | Lucky Strike-Suzuki | 94     | 0         |
| 6     | Wayne Gardner  | 5  | Australie  | Rothmans-Honda      | 78     | 1         |
| 7     | Joan Garriga   | 6  | Espagne    | Ducados-Yamaha      | 61     | 0         |
| 8     | Álex Crivillé  | 28 | Espagne    | Campsa-Honda        | 59     | 1         |
| 9     | Eddie Lawson   | 7  | États-Unis | Cagiva              | 56     | 1         |
| 10    | Randy Mamola   | 8  | États-Unis | Budweiser-Yamaha    | 45     | 0         |

### Championnat 1992 catégorie250cm3
| Clas. | Pilote               | N° | Pays      | Constructeur | Points | Victoires |
| ----- | -------------------- | -- | --------- | ------------ | ------ | --------- |
| 1     | Luca Cadalora        | 1  | Italie    | Honda        | 203    | 7         |
| 2     | Loris Reggiani       | 6  | Italie    | Aprilia      | 159    | 2         |
| 3     | Pier-Francesco Chili | 7  | Italie    | Aprilia      | 119    | 3         |
| 4     | Helmut Bradl         | 2  | Allemagne | Honda        | 89     | 0         |
| 5     | Max Biaggi           |    | Italie    | Aprilia      | 78     | 1         |
| 6     | Alberto Puig         |    | Espagne   | Aprilia      | 71     | 0         |
| 7     | Jochen Schmid        | 8  | Allemagne | Yamaha       | 58     | 0         |
| 8     | Carlos Cardús        | 3  | Espagne   | Honda        | 48     | 0         |
| 9     | Masahiro Shimizu     | 5  | Japon     | Honda        | 46     | 0         |
| 10    | Doriano Romboni      |    | Italie    | Honda        | 43     | 0         |

### Championnat 1992 catégorie125cm3
| Clas. | Pilote              | N° | Pays      | Constructeur | Points | Victoires |
| ----- | ------------------- | -- | --------- | ------------ | ------ | --------- |
| 1     | Alessandro Gramigni | 7  | Italie    | Aprilia      | 134    | 2         |
| 2     | Fausto Gresini      | 2  | Italie    | Honda        | 118    | 1         |
| 3     | Ralf Waldmann       | 3  | Allemagne | Honda        | 112    | 3         |
| 4     | Ezio Gianola        |    | Italie    | Honda        | 105    | 4         |
| 5     | Bruno Casanova      |    | Italie    | Aprilia      | 96     | 1         |
| 6     | Dirk Raudies        | 8  | Allemagne | Honda        | 91     | 1         |
| 7     | Jorge Martínez      |    | Espagne   | Honda        | 83     | 1         |
| 8     | Gabriele Debbia     | 4  | Italie    | Honda        | 58     | 0         |
| 9     | Noboru Ueda         | 5  | Japon     | Honda        | 57     | 0         |
| 10    | Noboyuki Wakai      | 10 | Japon     | Honda        | 52     | 0         |